# Nanium huberthi
Nanium huberthi är en stekelart som beskrevs av Ian D. Gauld 1997. Nanium huberthi ingår i släktet Nanium och familjen brokparasitsteklar. Inga underarter finns listade i Catalogue of Life.